# Havgrímur
Havgrímur (Hov, segle X, Stóra Dímun, ca. 970) va ser un cabdill viking de les illes Fèroe. Apareix com a personatge històric a la Saga dels feroesos, que el defineix com un home temperamental.
Havgrímur era de Hov, a l'illa de Suðuroy. Segons la tradició el primer colon viking es va establir en aquest lloc. El nom de Hov prové del nòrdic antic hof, que identifica un lloc sagrat. Havgrímur era un goði local (sacerdot de la religió nòrdica) i va governar una part de l'arxipèlag feroès com a feu, mentre l'altra part estava sota govern dels germans Brestir Sigmundsson i Beinir Sigmundsson. Es va casar amb Gudrid, una filla del cabdill Snæúlvur, amb qui va tenir com a fill a Øssur Havgrímsson.
En 969 va intervenir en la discussió dels seus amics de Hov, Einar Suðringur i Eldjárn Kambhøttur que estaven enfrontats a causa de les pretensions dels dos germans, Brestir i Beinir, parents d'Einar, sobre l'illa de Stóra Dímun. Finalment el conflicte, que ja durava 65 anys, va acabar en tragèdia amb l'assassinat dels germans després de la fallada del Løgting (el parlament feroès) a favor d'Einar. El fill de Brestir, Sigmundur Brestisson, va ser testimoni de la mort del seu pare amb tan sols 9 anys. En l'emboscada Havgrímur i cinc dels seus homes també van morir.
Hov està situat en una àrea plana amb una àmplia vista de l'horitzó marí. La seva tomba es troba a undir Homrum dalt d'un turó i és l'únic sepulcre viking conegut de les Illes Fèroe; el seu contingut va resultar malmès quan un arqueòleg aficionat el va descobrir i el va obrir el 1834.